# シンナモイルCoA
シンナモイルCoA(Cinnamoyl-CoA)は、フェニルプロパノイド代謝経路の中間生成物である。

## シンナモイルCoAを用いる酵素
- シンナモイルCoAレダクターゼは、以下の化学反応を触媒する酵素である。

シンナムアルデヒド + CoA + NADP+ → シンナモイルCoA + NADPH + H+
- ピノシルビンシンターゼは、以下の化学反応を触媒する酵素である。

3 マロニルCoA + シンナモイルCoA → 4 CoA + ピノシルビン + 4 CO2
- シンナモイルCoA:フェニル乳酸CoAトランスフェラーゼは、以下の化学反応を触媒する酵素である。

(E)-シンナモイルCoA + (R)-フェニル乳酸 → (E)-ケイヒ酸 + (R)-フェニルラクチルCoA